# Marcilly-sur-Maulne
Marcilly-sur-Maulne ist eine 216 Einwohner (Stand: 1. Januar 2022) zählende französische Gemeinde im Département Indre-et-Loire in der Region Centre-Val de Loire. Sie gehört zum Arrondissement Chinon (bis 2016: Arrondissement Tours) und zum Kanton Langeais. Die Einwohner werden Marcillais genannt.

## Lage
Die Gemeinde Marcilly-sur-Maulne liegt an der Maulne an der Grenze zum Département Maine-et-Loire, etwa 36 Kilometer nordwestlich von Tours. Marcilly-sur-Maulne wird umgeben von den Nachbargemeinden Villiers-au-Bouin im Nordosten, Braye-sur-Maulne im Osten, Lublé im Südosten und Süden sowie Noyant-Villages im Westen.

## Bevölkerungsentwicklung
| Jahr                       | 1962 | 1968 | 1975 | 1982 | 1990 | 1999 | 2006 | 2013 | 2021 |
| Einwohner                  | 397  | 315  | 275  | 245  | 241  | 237  | 257  | 231  | 218  |
| Quellen: Cassini und INSEE |      |      |      |      |      |      |      |      |      |

## Sehenswürdigkeiten
- Kirche Saint-Saturnin
- Der Dolmen Pierre Levée, dessen Deckstein mehr als drei Meter lang ist, ist der merkwürdigste im Savigné-Becken. Auf dem hof Besnardière gelegen, besteht der Dolmen aus vier Steinen.
- Schloss Marcilly-sur-Maulne aus dem 16./17. Jahrhundert, Monument historique seit 1944